# Тегда
Тегда (рос. Тэгда) — улус Хоринського району, Бурятії Росії. Входить до складу Сільського поселення Верхньокурбінське.
Населення — 1756 осіб (2015 рік).
Засноване 1928 року.